# Euxoa flavicollis
Euxoa flavicollis là một loài bướm đêm trong họ Noctuidae.